# Belval-Bois-des-Dames
Belval-Bois-des-Dames é uma comuna francesa na região administrativa de Grande Leste, no departamento Ardenas. Estende-se por uma área de 19,5 km². Em 2010 a comuna tinha 33 habitantes (densidade: 1,7 hab./km²).